# Nehemías 8

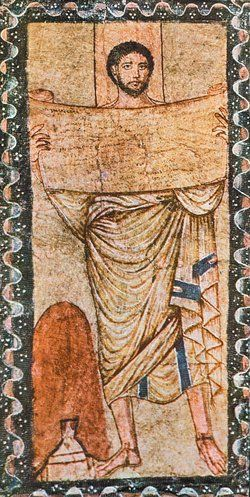
Ezra lee la ley; panel de madera interior de la sinagoga. Ubicación: Dura-Europos, Siria.

Nehemías 8 es el octavo capítulo del Libro de Nehemías del Antiguo Testamento de la Biblia cristiana, o el capítulo 11 del libro de Esdras-Nehemías en la Biblia hebrea, que trata el libro de Esdras y el libro de Nehemías como un solo libro. La tradición judía afirma que Esdras es el autor de Esdras-Nehemías, así como del Libros de las Crónicas, pero los eruditos modernos generalmente aceptan que un compilador del siglo V a. C. (el llamado «Cronista») es el autor final de estos libros. Este capítulo y el siguiente se centran principalmente en Esdras, y en este capítulo se registra la lectura de Esdras y la instrucción de la ley de Dios al pueblo, y luego juntos celebraron la Fiesta de los Tabernáculos con gran alegría. 
El gobernador Nehemías se menciona brevemente en el versículo 9, pero Smith-Christopher sostiene que «la presencia de Esdras y la ausencia virtual de Nehemías apoyan el argumento de que el capítulo 8 se encuentra entre los capítulos desplazados del material de Esdras», y sugiere que «el lugar original de [este capítulo] lógicamente habría sido entre Esdras 8 y 9».

## Texto
Este capítulo se divide en 19 Versículos. El texto original de este capítulo está en lengua hebrea.

### Testigos textuales
Algunos de los primeros manuscritos que contienen el texto de este capítulo en Hebreo son del Texto Masorético, entre los que se incluye el Codex Leningradensis (1008).
También existe una traducción al griego koiné conocida como Septuaginta, realizada en los últimos siglos a. C.. Los manuscritos antiguos existentes de la versión Septuaginta incluyen el Codex Vaticanus (B; {\displaystyle {\mathfrak {G}}}B; siglo IV), el Codex Sinaiticus (S; BHK: {\displaystyle {\mathfrak {G}}}S; siglo IV), y Codex Alexandrinus (A; {\displaystyle {\mathfrak {G}}}A; siglo V).
Un antiguo libro griego llamado 1 Esdras (en griego: Ἔσδρας Αʹ), que contiene algunas partes de 2 Crónicas, Esdras y Nehemías, se incluye en la mayoría de las ediciones de la Septuaginta y se coloca antes del libro único de Esdras-Nehemías (que se titula en griego: Ἔσδρας Βʹ). 1 Esdras 9:37-55 es equivalente a Nehemías 7:73-8:12 

## Esdras lee la ley (8:1-12)
La comisión dada a Esdras era «reestructurar la comunidad judía» bajo las leyes de Dios, por lo que leyó e instruyó a las personas que se reunieron en torno a «los mandamientos y las intenciones de la revelación de Dios».

### Versículo 1
Y todo el pueblo se reunió como un solo hombre en la calle que estaba frente a la puerta de las Aguas; y hablaron a Esdras el escriba para que trajera el libro de la ley de Moisés, que el Señor había ordenado a Israel.
- «Hablaron a Esdras»: la iniciativa de escuchar el libro de la ley de Dios (la Torá) vino del pueblo.[15]

En este versículo, Esdras es descrito como «el escriba» y en el versículo 2 como «el sacerdote». En Nehemías 3:26 se hace referencia a las reparaciones de «el lugar frente a la Puerta del Agua hacia el este». Mientras que la Versión Reina-Valera se refiere a la «calle» que está delante de la puerta, otras traducciones se refieren a la «plaza»  o al «patio». En la Vulgata, las palabras finales de Nehemías 7:73, «Cuando llegó el séptimo mes, los hijos de Israel estaban en sus ciudades», forman las palabras iniciales de Nehemías 8:1: véase también DRA en la Biblia Douay–Rheims.

### Versículo 3
Entonces él (Esdras) leyó (la Ley) en la plaza abierta que estaba frente a la Puerta del Agua desde la mañana hasta el mediodía, ante los hombres y las mujeres y aquellos que podían entender; y los oídos de todo el pueblo estaban atentos al Libro de la Ley.
Las acciones de Esdras recuerdan a las del rey Josías en 23:2:
El rey subió a la casa del Señor con todos los hombres de Judá, y con él todos los habitantes de Jerusalén: los sacerdotes y los profetas y todo el pueblo, tanto pequeños como grandes. Y leyó en su presencia todas las palabras del Libro del Pacto que se había encontrado en la casa del Señor.

## La fiesta de los Tabernáculos (8:13-18)
Los requisitos de las leyes de Dios se basaban en la gracia de Dios y la intención de la Fiesta de los Tabernáculos era conmemorar la milagrosa liberación de Israel por parte de Dios. La celebración siguió de cerca la regulación en KJV.

### Versículo 17
Así que toda la asamblea de los que habían regresado del cautiverio hicieron cabañas y se sentaron debajo de ellas; porque desde los días de Josué, hijo de Nun, hasta aquel día, los hijos de Israel no habían hecho tal cosa. Y hubo una alegría muy grande.
- «Cabañas»: o «refugios temporales».[22]
- «Hasta ese día los hijos de Israel no lo habían hecho»: Aunque los israelitas habían celebrado regularmente la Fiesta de los Tabernáculos, el festival se había convertido gradualmente en una «celebración de la cosecha», pero en la época de Esdras el festival era «para conmemorar la gracia de Dios», tal como se pretendía en Leviticus 23:43.[5]

## Lecturas complementarias
- Blenkinsopp, Joseph, "Ezra-Nehemiah: A Commentary" (Eerdmans, 1988)
- Blenkinsopp, Joseph, "Judaism, the first phase" (Eerdmans, 2009)
- Coggins, R.J., "The Books of Ezra and Nehemiah" (Cambridge University Press, 1976)
- Ecker, Ronald L., "Ezra and Nehemiah", Ecker's Biblical Web Pages, 2007.
- Grabbe, L.L., "Ezra-Nehemiah" (Routledge, 1998)
- Grabbe, L.L., "A history of the Jews and Judaism in the Second Temple Period, Volume 1" (T&T Clark, 2004)
- Throntveit, Mark A. (1992) "Ezra-Nehemiah". John Knox Press